# Zanda Martens
Pour les articles homonymes, voir Martens.
 (juin 2024).
La mise en forme du texte ne suit pas les recommandations de Wikipédia : il faut le « wikifier ».
Les points d'amélioration suivants sont les cas les plus fréquents :
- Les titres sont pré-formatés par le logiciel. Ils ne sont ni en capitales, ni en gras.
- Le texte ne doit pas être écrit en capitales (les noms de famille non plus), ni en gras, ni en italique, ni en « petit »…
- Le gras n'est utilisé que pour surligner le titre de l'article dans l'introduction, une seule fois.
- L'italique est rarement utilisé : mots en langue étrangère, titres d'œuvres, noms de bateaux, etc.
- Les citations ne sont pas en italique mais en corps de texte normal. Elles sont entourées par des guillemets français : « et ».
- Les listes à puces sont à éviter, des paragraphes rédigés étant largement préférés. Les tableaux sont à réserver à la présentation de données structurées (résultats, etc.).
- Les appels de note de bas de page (petits chiffres en exposant, introduits par l'outil «  Source ») sont à placer entre la fin de phrase et le point final[comme ça].
- Les liens internes (vers d'autres articles de Wikipédia) sont à choisir avec parcimonie. Créez des liens vers des articles approfondissant le sujet. Les termes génériques sans rapport avec le sujet sont à éviter, ainsi que les répétitions de liens vers un même terme.
- Les liens externes sont à placer uniquement dans une section « Liens externes », à la fin de l'article. Ces liens sont à choisir avec parcimonie suivant les règles définies. Si un lien sert de source à l'article, son insertion dans le texte est à faire par les notes de bas de page.
- La présentation des références doit suivre les conventions bibliographiques. Il est recommandé d'utiliser les modèles {{Ouvrage}}, {{Chapitre}}, {{Article}}, {{Lien web}} et/ou {{Bibliographie}}. Le mode d'édition visuel peut mettre en forme automatiquement les références.
- Insérer une infobox (cadre d'informations à droite) n'est pas obligatoire pour parachever la mise en page.

Pour une aide détaillée, merci de consulter Aide:Wikification.
Si vous pensez que ces points ont été résolus, vous pouvez retirer ce bandeau et améliorer la mise en forme d'un autre article.
 (juin 2024).
Zanda Martens (née le 1er octobre 1984 à Liepāja, Lettonie) est une politicienne allemande (SPD). Depuis 2021, elle est membre du Bundestag allemand et membre titulaire de la commission des affaires juridiques et présidente de la sous-commission du droit européen.

## Vie
Zanda Martens (en letton: Zanda Martena) est née dans une famille ouvrière en RSS de Lettonie; ses parents travaillaient dans une aciérie. Après avoir terminé l'école, elle a étudié le droit à l'Université d'État de la République de Lettonie grâce à une bourse d'études de 2002 à 2008. Après avoir obtenu son Master en droit, elle a travaillé de 2008 à 2010 comme juriste pour le conseil de la Confédération syndicale lettone (LBAS). En 2010, elle a déménagé à Düsseldorf pour des raisons personnelles et a acquis la nationalité allemande. De 2010 à 2012, elle a suivi un programme d'études pour les diplômés en droit à l'étranger à l'Université de la Ruhr à Bochum, obtenant le titre académique de Magister Legum (LL.M.). De 2018 à 2021, elle a poursuivi des études de doctorat à l'Université de Brême.
Martens a travaillé de 2012 à 2013 comme secrétaire juridique chez DGB Rechtsschutz GmbH et ensuite, jusqu'en 2019, comme secrétaire syndicale pour le syndicat ver.di dans le district de Düsseldorf et à la direction du département régional des services postaux, expéditions et logistique. Depuis 2019, elle travaille comme secrétaire syndicale/juriste pour IG Metall.

## Politique
Martens a rejoint le SPD en janvier 2018. De 2019 à 2023, elle a été vice-présidente du groupe syndicaliste du SPD (AfA) à Düsseldorf, et de 2021 à 2023, vice-présidente du sous-district du SPD à Düsseldorf. Depuis 2023, elle est présidente du SPD Düsseldorf. Depuis mars 2021, elle est membre du comité exécutif régional du SPD en Rhénanie-du-Nord-Westphalie.
Lors des élections fédérales de 2021, Martens s'est présentée comme candidate directe du SPD dans la circonscription 106 (Düsseldorf I). Elle a obtenu 22,4 % des voix et est entrée au Bundestag allemand en 28e position sur la liste régionale du SPD en Rhénanie-du-Nord-Westphalie. Elle est membre titulaire de la commission des affaires juridiques, membre suppléante de la commission des affaires étrangères et présidente de la sous-commission du droit européen au 20e Bundestag. Elle est membre de la 2e Commission d'enquête de la 20e législature du Bundestag allemand.
Martens appartient à la gauche parlementaire dans le groupe parlementaire SPD au Bundestag.

## Adhésions
Martens est membre des syndicats ver.di et IG Metall depuis 2011. Depuis mars 2022, elle est membre du conseil de surveillance du Aéroport de Düsseldorf et de Arbeiterwohlfahrt Familienglobus gGmbH à Düsseldorf. Depuis mars 2023, Martens est membre du conseil d'administration régional de l'Association allemande des locataires de Rhénanie-du-Nord-Westphalie.